# Зоофобија
Зоофобија представља фобију од неке животиње, или ирационалан страх или чак само ненаклоност према било којој животињи.

## Врсте зоофобија
Ретко се јавља страх од свих животиња, па тако постоје карактеристичне фобије као што су:
- аилурофобија - страх од мачака
- арахнофобија - страх од паукова и других пауколиких зглавкара
- бактериофобија - страх од бактерија
- батрахофобија - страх од жаба и других водоземаца
- книдофобија - страх од убода инсеката
- кинофобија - страх од паса
- ентомофобија - страх од инсеката
- еквинофобија - страх од коња
- хелминтофобија - страх од црва
- хироптофобија - страх од слепих мишева
- ихтиофобија - страх од риба
- мелисофобија - страх од пчела
- мирмекофобија - страх од мрави
- мотефобија - страх од мољаца
- мурофобија - страх од мишева и пацова
- офидиофобија - страх од змија
- орнитофобија - страх од птица
- паразитофобија - страх од паразита
- педикулофобија - страх од вашију
- птеронофобија - страх од перја
- родентофобија - страх од глодара
- сфексофобија - страх од зоља